# Кунсан
Кунса́н (кор. 군산시?, 群山市?) — город в провинции Чолла-Пукто, Южная Корея. Расположен на южном берегу реки Кымган. В состав города также входит небольшой архипелаг Когунсан.

## Известные уроженцы и жители
- Ли Ынджу — южнокорейская актриса

## Города-побратимы
Внутри страны
- Кимчхон, Республика Корея (1998)
- Район Тонку, Тэгу, Республика Корея (2000)

За рубежом
- Такома, США (1979)
- Яньтай, Китай (1994)
- Пимпри-Чинчвад, Индия (2004)
- Джамшедпур, Индия (2004)
- Уинсор, Канада (2005)